# Poesia fonética

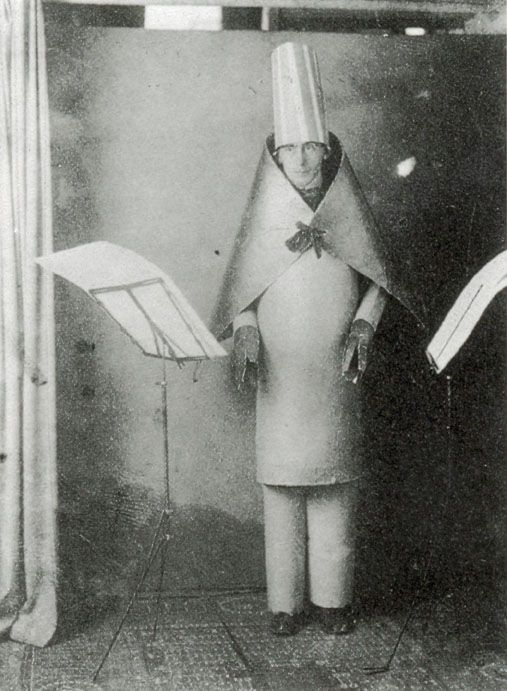
Hugo Ball no Cabaret Voltaire (1916)

Poesia fonética é uma forma de composição poética na qual os aspectos fonéticos da linguagem humana são priorizados em relação aos valores semânticos e sintáticos mais convencionais, podendo, inclusive, não usar palavras e tendendo a uma aproximação com a composição musical. É sinônimo ou se confunde com Poesia sonora ou Sonorista, Poesia fônica, Poesia auditiva ou Poesia acústica, podendo fazer parte de uma série de manifestações distintas com características em comum. Pode se apresentar sob a forma de performance, de gravação de áudio ou como uma espécie de partitura, trazendo apenas a sua representação visual.

## História
A poesia, toda ela, em sua origem, é fonética, em certo sentido. Ou seja, faz uso da voz humana. Nos seus primórdios, era transmitida através do uso da oralidade, pela declamação. Prestando maior atenção no significante e na função poética da linguagem, as vanguardas do início do século XX também se interessaram pelo aspecto sonoro da linguagem humana, muitas vezes desvinculando-a de seu aspecto racional e linguístico.
Assim, no século XX, surge entre as correntes de vanguarda uma poesia voltada exclusivamente para o uso dos aspectos fonéticos ou sonoros da expressão humana.
Primeiramente, na Itália, Marinetti define em manifesto a forma de declamação adequada a um poema Futurista em 1913, sendo a proposta relacionada à desenvolvida por Luigi Russolo, que cria o "ruidismo", dentro do âmbito da música. O poema futurista declamado, muito aproximado da ideia de música, produz a poesia precursora do poema fonético, podendo acompanhar-se de diferentes ruídos produzidos por instrumentos não musicais, realizar várias declamações simultâneas, utilizando o corpo e elementos visuais para uma composição performática. A parte fonética desse "texto" era feita de palavras em liberdade, gemidos, gritos, sussurros, etc.
Na mesma época, a partir de 1908, na Rússia, os cubofuturistas criam a linguagem transmental, que explorava um certo simbolismo pré-racional ou cultural dos sons da língua e da expressão vocal humana. Velimir Khlebnikov ("Fonopintura", 1908), seguido por Aleksei Kruchenykh e Vassíli Kamiênski produziram trabalhos neste estilo, incluindo óperas.
Embora o russo Kruchenykh já produzisse poemas explorando simplesmente a ideia de fonemas e entonação pelo menos desde 1913 (Alturas - Língua universal, poema de 1912 ou 1913), seu trabalho neste sentido  não teve sequência a partir da década de 1930, não tendo repercussão imediata entre os poetas do resto do mundo.
Possivelmente por sua maior influência histórica, no entanto, o invento da poesia estritamente fonética, normalmente credita-se ao poeta Hugo Ball (Karawane, 1916, poema à base de neologismos e rumorismo variados) seguido por outros dadaístas como Tzara e Marcel Janco. Já em 1918, o artista austríaco Raoul Hausmann, participante dos grupos dadaístas de Zurique e depois de Berlim, recitou publicamente o poema cujo tema era a palavra inventada "fmsbwtözäu", um poema fonético feito para ser também visualizado em pôster, procedimento este quase idêntico ao do citado cubofurista Kruchenykh.
Próximo e influenciado por estes surge a figura do multi-artista Kurt Schwitters, criador do maior legado em termos de poesia fonética.
Dentro da linha da sua arte Merz, o artista alemão produz, a partir de 1921, obras como Ursonate, uma sonata feita de sons primitivos, pré-racionais, inúmeros sons produzidos pelo aparelho fonador humano. O poema é estruturado como uma composição musical de quatro movimentos, um prelúdio, um final e uma variação improvisada sobre o quarto movimiento.
Próximo de Scwitters, por sua vez, o pintor e poeta holandês Theo Van Doesburg produziu poemas fonéticos na mesma época.

## Outros artistas posteriores que trabalharam com conceitos semelhantes
Henri Chopin, Allen Ginsberg, Lawrence Ferlinghetti, William S. Burroughs, Enzo Minarelli, Guenádi Aigui Philadelpho Menezes são artistas consagrados que produziram trabalhos que podem ser considerados poesia fonética, sonora, ou assemelhados.
Nos anos de 1980 surge a Spoken word, que aliava a palavra poética à música de vanguarda.
O principal arcabouço teórico parece ter sido desenvolvido a partir da chamada "poesia fônica", francesa, tendo como expoente Henri Chopin, criador dos mais importantes estudos sobre o tema "poesia sonora". O poeta francês afirmava não necessitar de inspiração nas vanguardas anteriores a ele, pois "a origem da sua poesia estava na própria fonte da linguagem". Afirmava que "a sua poesia sonora tinha a finalidade essencial de mostrar com toda a sua riqueza os recursos linguísticos mediante um instrumento único mas polivalente, a boca, capaz de reproduzir, mediante o fonema e a palavra, vários sons simultâneos".
Os poetas visuais e concretos também fizeram estudos na área da poesia fonética, citando frequentemente Henri Chopin.